# Capella del Mas Pilar
La Capella del Mas Pilar és un edifici del municipi de Sant Feliu Sasserra (Bages) protegida com a bé cultural d'interès local.

## Descripció
Es tracta d'una capella de planta rectangular amb absis semicircular i contraforts als murs laterals. Té un campanar d'espadanya de dos ulls que conserva una campana. A la façana hi ha una única finestra i el portal d'entrada és rectangular i adovellat. A l'interior hi ha la imatge de la Verge del Pilar.
Els murs són de maçoneria i arrebossats. Altres elements de reforç, com ara els contraforts, o destacables, com el campanar o les obertures, són de pedra ben tallada i polida.

## Història
És la típica capella edificada al segle xvii al costat del mas al qual pertany, mas del Pilar (antic mas Fàbregues). La capella havia estat erigida sota advocació de santa Julita i santa Bàrbara. A l'interior hi havia un retaule barroc que fou cremat durant la darrera guerra civil (els propietaris del mas en conserven una fotografia). La capella fou reformada el segle xix.